# Карлссон-Лагемюр, Патрик
Патрик Карлссон-Лагемюр (швед. Patrik Karlsson Lagemyr; 18 декабря 1996 года, Гётеборг, Швеция) — шведский футболист, играющий на позиции нападающего. Ныне выступает за шведский клуб «Гётеборг».

## Клубная карьера
Патрик начинал заниматься в академии «Хеккена», откуда в 11 лет перешёл в школу «Гётеборга». В 2016 году окончил её, попав в молодёжную команду и став подпускаться к основной.
17 апреля 2016 года Карлссон-Лагемюр дебютировал в шведском чемпионате в поединке против «Кальмара», выйдя на замену на 86-й минуте вместо Якоба Анкерсена. Уже в следующей игре, против «Ефле», забил свой первый профессиональный мяч.

## Карьера в сборной
Провёл один матч за юношескую сборную Швеции до 19 лет.